# Wodospad Żeniecki
Żeniecki Wodospad Huk – wodospad w ukraińskich Karpatach, znajdujący się na potoku Żeniec (lewy dopływ Prutu), między masywami grzbietów Jawornik i Chomiak-Syniak (masyw Gorgany), w pobliżu wsi Mikuliczyn, obwód iwanofrankiwski). Znajduje się w odległości około 5 km od drogi, 9 km od stacji Tatarów i 10 km od stacji Mikuliczyn, na terenie Karpackiego Parku Narodowego.
Wodospad Żeniecki znajduje się na wysokości 900 m nad poziomem morza. Powstał w latach powojennych w wyniku powodzi. Woda spada swobodnie z wysokości 15 m.
Miejscowi mieszkańcy nazwali wodospad Huk (z ukr. hałas) ze względu na hałas i szum wody, dochodzący z niego, który słychać z daleka.
Do wodospadu Żenieckiego z trasy Mikuliczyn - Worochta (ok. 7 km) najpierw prowadzi droga asfaltowa (w przybliżeniu do połowy drogi), a następnie dobra droga gruntowa. A to miejsce słynie z tego, że niedaleko znajduje się rezydencja byłego prezydenta Ukrainy Wiktora Juszczenki. A zamiast ścieżki do wodospadu prowadzi bardzo dobra droga z szlabanem przy wejściu.
W odległości około 2 km od wodospadu znajduje się mniej znany wodospad Naryniecki.